# Tauben-Walzer
Tauben-Walzer är en vals utan opusnummer av Johann Strauss den yngre. Datum och plats för första framförandet är okänt.

## Historia
Den 5 mars 1898 stod det att läsa i tidningen Die Wage om en pristävling i syfte att få fram ett lämpligt balettlibretto till Johann Strauss. Tävlingen vände sig inte enbart till läsarna i Österrike; den 24 mars 1898 annonserade The London Musical Courier i London att "Johann Strauss ska skriva en ny och genomarbetad balett för Wiener Hofoper för att fira kejsarens jubileum nästa viner" och läsarna uppmanades att skicka in förslag på ett passande balettlibretto. Annonseringen gick över förväntan: över 700 förslag togs emot och juryn valde ut A. Kollmanns förslag till en modern version av sagan om Askungen (på tyska: Aschenbrödel).
Strauss satte igång med att komponera men uttryckte hur utmattande det var i ett brev till brodern Eduard Strauss sommaren 1898: "Jag har händerna fulla med baletten - Jag skriver så fingrarna blöder och kommer ändå ingen vart. Jag är på 40:e arket och har endast åstadkommit 2 scener". Trots att han nästan var färdig med orkestreringen och ändringarna till akt I, samt hade otaliga skisser och utkast i varierande stadier av fullbordan klara för de resterande två akterna, skulle han aldrig komma att fullborda sin balett. Efter hans död den 3 juni 1899 tillfrågades kompositören Carl Millöcker om att fullborda baletten men denne tackade nej på grund av dålig hälsa (han skulle avlida den 31 december samma år). Strauss änka Adèle och förläggaren Josef Weinberger vände sig då till tidens mest uppburne balettkompositör, balettchefen vid Wiener Hofoper, Josef Bayer. Bayer satte ivrigt igång med arbetet och var, enligt det kontrakt som upprättades, bunden att det färdiga verket endast skulle bestå av Strauss musik, "förutom där tekniskt nödvändiga omständigheter gjorde det omöjligt". Bland de färdiga delarna av Aschenbrödel fanns ett "Vorspiel zum 3. Akt" (Förspel till akt III), vilken innehöll en av de sista valsmelodierna som Strauss skrev. 
När baletten skulle sättas upp på Wiener Hofoper ändrade sig plötsligt operachefen Gustav Mahler (som hade varit en av jurymedlemmarna i pristävlingen). Han hade tittat igenom klaverutdraget av Aschenbrödel och tvivlade på att det var komponerat av Strauss själv, och vägrade ta upp baletten på repertoaren. Det blev istället Berlinoperan som den 2 maj 1901 framförde baletten Aschenbrödel för första gången. Inte förrän den 4 oktober 1908 sattes baletten upp i Wien, då Mahlers efterträdare Felix Weingartner dirigerade den. 
Några månader före premiären publicerade Josef Weinbergers förlag sju separata orkesterverk med motiv från baletten. Ett av dessa var Tauben-Walzer som består av följande musikaliskt material från baletten:
- Inledning - Akt I: De första åtta takterna citerat 'Langsamer Walzer', vilken hörs då Grete hämtar sina duvor och matar dem. Nästföljande åtta takter bygger på detta tema och samtliga takter ackompanjeras av en drömlik tremoloeffekt. Allegrot citerar de sex sista takterna i allegrot i akt II. 'Langsames Walzertempo' citerat direkt från 'Langsamer Walzer' i akt I.

- Valser 1A och 1B - Akt III: 'Monogramm-Tanz' som en del av 'Trousseau-Divertissement' i mellanaktsmusiken.

- Valser 2A och 2B - Akt II: Del av 'Aschenbrödel-Walzer'

- Valser 3A och 3B - Akt III: Del av 'Trousseau Divertissement'

- Valser 4A och 4B - Akt I: 'Langsamer Walzer'

- Finalen - Börjar med en fortsättning av 'Langsamer Walzer' i akt I varpå musiken rekapitulerar allt material

## Om valsen
Speltiden är ca 9 minuter och 22 sekunder plus minus några sekunder beroende på dirigentens musikaliska tolkning.